# 撕裂盾蕨
撕裂盾蕨（学名：Neolepisorus truncatus f. laciniatus）为水龙骨科盾蕨属盾蕨下的一个变型。

## 扩展阅读
- 維基物種上的相關：撕裂盾蕨